# Arkadia (gycklare)
Arkadia, artistnamn för Anders Sebring född 26 augusti 1979, är en  trollkonstnär eller illusionist. Han var tidigare verksam som gymnasielärare men jobbar sedan 2012 enbart som trollkonstnär. Han har varit delaktig i flera program på SVT, däribland Mysteria, Nördar på Standby och Skräcktivolit.  

## Biografi
Han är utbildad gymnasielärare i historia och samhällskunskap på Högskolan Dalarna, och har bland annat arbetat som lärare på John Bauer-gymnasiet i Sundsvall.
Arkadia har bland annat varit med och skapat TV-programmet Mysteria och deltagit i Penn & Tellers Fool Us 2019. Han är medförfattare till boken Lurad - Arkadias mästerliga trick och bus (2021) tillsammans med Mats Sjögren, som gjort illustrationerna.
2018 vann Arkadia Svenska Mästerskapen i Scentrolleri och Svenska Mästerskapen i Barntrolleri som hölls i Uppsala av Svensk Magisk Cirkel.
År 2020 fick Arkadia motta Truxa-priset för sina insatser att skapa underhållande och skickligt utfört trolleri.
2022 vann han återigen Svenska Mästerskapen i Scentrolleri och Svenska Mästerskapen i Barntrolleri när Svensk Magisk Cirkel arrangerade SM efter två års paus.